# ОШ „Вук Караџић” Петрово
ОШ „Вук Караџић” једна је од основних школа у Петрову. Налази се у улици Озренских одреда. Име је добила по Вуку Стефановићу Караџићу, првом српском лингвисти у 19. веку, реформатору српског језика, сакупљачу народних умотворина и писцу првог речника српског језика, најзначајнијој личности српске књижевности прве половине 19. века.

## Историјат

### 1928—1977.
Прва школска зграда у Петрову је саграђена 1928. године, располагала је са једном учионицом и станом за учитеља који се налазио у поткровљу. Школске 1930—31. године почиње са радом, уз стално повећање броја ученика је радила све до почетка Другог светског рата. Дограђује се 1947. године, 1950. су само три ученика похађала пети разред у Лукавцу. Летопис школе се почиње водити од 1. септембра 1968. године, а изградња нове школске зграде почиње 1954. Средства су обезбедили мештани и тадашња општина Петрово. Изграђена школа је представљала прву осмољетку у општини и била је централна школа за Какмуж, Порјечину, Миричину, Доњу и Горњу Ораховицу и Рашљеву.
Школске 1968—69. године је имала девет учионица од којих се једна користила за извођење наставе физичког васпитања и 416 ученика, док је у Порјечини школа имала две учионице у употреби и 103 ученика. У том времену су школе имале своје амблеме. Кадровски проблеми су били веома изражени. Школске 1970—71. године се продаје део земљишта како би се изградила два једнособна стана. У истом периоду какмушка школа се издваја у самосталну.
Број ученика расте тако да у Петрову и Порјечини наставу похађа 516 ученика што је захтевало већи школски објекат. Покрећу се активности за самодопринос како би се изградила нова школа, сакупљено је 40 милиона динара, а општина Грачаница је нудила помоћ од 2,6 милиона. Радници школе су прихватили овај предлог како би се поставили темељи нове школе и фискултурне сале. На збору грађана 12. маја 1972. године предлог се одбацује јер се сматрало да треба одмах изградити комплетан објекат. Акција тако пропада, а средства се усмеравају у доградњу здравствене станице.

### 1977—данас
Године 1977. постепено опада број ученика и у матичну школу се уписује само једно одељење првог разреда, у Порјечини је само шест ученика. Формира се школско културно–уметничко друштво „Озренски партизански одред”. Број ученика се и даље смањује и од 1. јануара 1980. године, након проведеног референдума запослених, сагласности месне заједнице и општине Грачаница, ОШ „Веселин Маслеша” престаје са радом као самостална и делује као подручна школа у оквиру ОШ „Владимир Роловић” из Какмужа. Ратна дејства на пролеће 1992. године су означили прекид рада школе која 2. августа 1992. добија назив „Вук Караџић”. Настава почиње 1. фебруара 1993. године уз велике тешкоће јер је један број родитеља из страха од граната одлучио оставити децу код куће. Уз Порјечину, школи су прикључене и подручне школе у Кртови и Сижју. Школа у Порјечини почиње са радом 9. фебруара 1993. године, а осмољетка у Кртови нешто касније. Због близине ратних дејстава настава за ученике из Сижја се одвијала у кући Душана Тодоровића, услови рада су били веома тешки. Школски објекат је оштећен, превоз радника до подручних школа обустављен и на посао се ишло пешице.
Почетком школске 1993—94. године у Калуђерици је отворена подручна школа са 21 учеником. Установљена је школска слава „Ћирило и Методије” 24. маја 1994. године. У преподневним часовима 27. септембра је извршено велико гранатирање. Половином децембра 1994. године стигла је помоћ деци Озрена од деце Београда у три камиона. Уз помоћ међународних хуманитарних организација IOCC и ECHO 8. фебруара 1997. године почиње реконструкција школе. Истовремено и у Порјечини се изводе радови на реконструкцији школе. Почетком фебруара 1998. године крећу радови на реконструкцији централног грејања, у исто време посредством Шведског батаљона стиже први рачунар. Школску 1998—99. годину похађа 357 ученика. Уз помоћ америчке амбасаде из Сарајева 18. јуна 1999. године је довршена фискултурна сала.